# Cryphia perloides
Cryphia perloides là một loài bướm đêm trong họ Noctuidae.